# Éder Ceccon
Éder Ceccon (13 april 1983) is een voormalig Braziliaans voetballer.